# Скайлеб-3
Скайлеб-3 (також SL-3 і SLM-2) — другий пілотований політ на першу  американську космічну станцію «Скайлеб». Також Скайлеб-3 називають  космічний корабель серії  «Аполлон», що здійснив цей політ.
Екіпаж продовжив всеосяжну програму медичних досліджень для отримання інформації про можливість фізіологічної адаптації і реадаптації людського організму до умов невагомості. Крім того, екіпаж мав перебувати у космосі від одного до двох місяців для перевірки впливу тривалого перебування у невагомості.
Було подвоєно рекорд тривалості перебування у космосі — 59 діб 11 годин 9 хвилин 4 секунди проти 28 діб 49 годин 49 секунд у попередньому польоті (Скайлеб-2).
В польоті було здійснено три виходи у відкритий космос загальною тривалістю 13 годин 40 хвилин.

## Екіпаж
- Командир — Алан Бін
- Науковець — Оуен Кей Герріотт
- Пілот — Джек Лусма

Дублерний екіпаж
- Командир — Венс Діво Бранд
- Науковець — Ленуар Вільям Бенджамін
- Пілот — Дон Леслі Лінд

## Позакорабельна діяльність
Перший вихід — Герріот і Лусма
- Початок: 6 серпня 1973, 17:35
- Закінчення: 7 серпня 1973, 00:04
- Тривалість: 6 годин 31 хвилина

Другий вихід — Герріот і Лусма
- Початок: 24 серпня 1973, 16:24
- Закінчення: 24 серпня 1973, 20:54
- Тривалість: 4 години 30 хвилин

Третій вихід — Бін і Герріот
- Початок: 22 вересня 1973, 11:18
- Закінчення: 22 вересня 1973, 13:59
- Тривалість: 2 години 41 хвилина

## Політ
28 липня 1973 об 11:10:50 UTC відбувся успішний запуск корабля з мису Канаверал ракетою-носієм Сатурн-1Бі.
Зближення зі станцією відбувалося впродовж перших п'яти обертів. Під час зближення було виявлено витік у рушійній установці системи орієнтації. Корабель успішно пристикувався, однак вперше було підготовлено запасний корабель для можливого рятувального польоту.
28 липня 1973 о 19:32 UTC корабель успішно пристикувався до орбітальної станції Скайлеб.
25 вересня 1973 о 19:49:42 UTC корабель відстикувався від орбітальної станції Скайлеб
25 вересня о 22:19:54 UTC командний модуль корабля приводнився у Тихому океані у точці з координатами 30° 47' пн.ш., 120° 29' зх.д.